# Fase de clasificación africana para el Mundial de Rugby 2015
En la fase de clasificación africana de para la Copa Mundial de Rugby de 2015, un equipo se clasificará directamente y un segundo equipo disputará una repesca por la última plaza disponible para disputar la Copa Mundial de Rugby de 2015 contra un representante de cada una de las otras zonas, excepto Oceanía. 

La fase de clasificación incluye a las tres divisiones de la Copa de África de Rugby. El ganador de la Copa de África en su edición de 2014 se clasificará directamente para la copa del mundo en la plaza de África 1, quedando encuadrado en el Grupo C, el finalista de esta edición se meterá en la repesca. 

El ganador de la División 1C en la edición de 2012, seguirá en disputa por esta plaza, ya que tendrá todavía la oportunidad de ascender y poder disputar en el año 2014 la división 1A de la Copa de África de Rugby. El último clasificado de la división 1B en 2012 perderá ya las opciones de clasificación. 

En 2013, el ganador de la división 1B conseguirá ascender a la división 1A de la Copa de África 2014 para su edición de 2014, la cual será el último paso para conseguir la clasificación. El último clasificado de la división 1A en 2013, descenderá a la división 1B perdiendo ya las opciones de clasificación.

## 2012

### División 1C
Fue celebrado en Gaborone, Botsuana desde el 22 al 29 de julio de 2012. Camerún rehusó participar en el último momento, forzando un cambio en el sistema de competición. Botsuana, ganó el torneo y consiguió el ascenso a la división 1B para la edición de 2013, manteniendo aún opciones para clasificarse.
| Posición | Equipo          | Partidos | Partidos | Partidos | Partidos | Puntos | Puntos | Puntos     | Total |
| Posición | Equipo          | PJ       | PG       | PE       | PP       | TF     | TC     | Diferencia | Total |
| -------- | --------------- | -------- | -------- | -------- | -------- | ------ | ------ | ---------- | ----- |
| 1        | Botsuana        | 2        | 2        | 0        | 0        | 48     | 29     | +19        | 8     |
| 2        | Costa de Marfil | 2        | 2        | 0        | 0        | 53     | 35     | +18        | 8     |
| 3        | Mauricio        | 2        | 1        | 0        | 1        | 40     | 47     | -7         | 4     |
| 4        | Zambia          | 2        | 0        | 0        | 2        | 33     | 47     | -14        | 0     |
| 5        | Nigeria (91)    | 2        | 0        | 0        | 2        | 39     | 55     | -16        | 0     |

### División 1B
Se celebró en Antananarivo, Madagascar desde el 4 al 8 de julio de 2012.
|  | Semifinales        | Semifinales        |    |                    | Final              | Final |  |
|  |                    |                    |    |                    |                    |       |  |
|  |                    |                    |    |                    |                    |       |  |
|  | 4 de julio de 2012 |                    |    |                    |                    |       |  |
|  | Madagascar         | 35                 |    |                    |                    |       |  |
|  | Marruecos          | 28                 |    |                    |                    |       |  |
|  |                    |                    |    |                    |                    |       |  |
|  |                    |                    |    |                    | 8 de julio de 2012 |       |  |
|  |                    |                    |    |                    | Madagascar         | 57    |  |
|  |                    | Namibia            | 54 |                    |                    |       |  |
|  |                    |                    |    |                    |                    |       |  |
|  |                    |                    |    |                    |                    |       |  |
|  |                    |                    |    |                    | Tercer lugar       |       |  |
|  | 4 de julio de 2012 | 4 de julio de 2012 |    | 8 de julio de 2012 | 8 de julio de 2012 |       |  |
|  | Namibia            | 20                 |    | Senegal            | 26                 |       |  |
|  | Senegal            | 18                 |    |                    | Marruecos          | 25    |  |

Resultados
- Madagascar - Primero - Asciende a la División 1A de la Copa de África de Rugby de 2013, siendo reemplazado por Túnez, que desciende desde la división 1A.
- Namibia - Segundo - Permanece en la División 1B para 2013
- Senegal - Tercero - Permanece en la División 1B para 2013
- Marruecos - Cuarto - Desciende a la División 1C para 2013 - Eliminado de la fase de clasificación

## 2013
2013 verá la eliminación de 4 equipos de la fase de clasificación para la Copa Mundial de Rugby de 2015. El equipo ganador de la División 1B asciende a la División 1A para 2014, donde los 4 equipos clasificados para esa división se disputarán los puestos de clasificación africana. Los otros tres equipos en la División 1B por lo tanto, se eliminan de la clasificación para la Copa del Mundo de Rugby 2015.
El último clasificado, en la División 1A desciende a la División 1B para 2014, y por lo tanto no podrá clasificarse para la Copa del Mundo de Rugby 2015.

### División 1B
El torneó se jugó en Dakar, Senegal entre el 11 y el 15 de junio de 2013.
Equipos
- Botsuana
- Namibia
- Senegal
- Túnez

|  | Semifinales         | Semifinales         |    |                     | Final               | Final |  |
|  |                     |                     |    |                     |                     |       |  |
|  |                     |                     |    |                     |                     |       |  |
|  | 11 de junio de 2013 |                     |    |                     |                     |       |  |
|  | Senegal             | 12                  |    |                     |                     |       |  |
|  | Namibia             | 35                  |    |                     |                     |       |  |
|  |                     |                     |    |                     |                     |       |  |
|  |                     |                     |    |                     | 15 de junio de 2013 |       |  |
|  |                     |                     |    |                     | Namibia             | 45    |  |
|  |                     | Túnez               | 13 |                     |                     |       |  |
|  |                     |                     |    |                     |                     |       |  |
|  |                     |                     |    |                     |                     |       |  |
|  |                     |                     |    |                     | Tercer lugar        |       |  |
|  | 11 de junio de 2013 | 11 de junio de 2013 |    | 15 de junio de 2013 | 15 de junio de 2013 |       |  |
|  | Botsuana            | 12                  |    | Senegal             | 41                  |       |  |
|  | Túnez               | 43                  |    |                     | Botsuana            | 5     |  |

- Botsuana - Eliminado de la Fase de Clasificación.
- Namibia - Ganador, pasa a la División 1A, por lo que continúa en la fase de clasificación.
- Senegal - Eliminado de la Fase de Clasificación.
- Túnez - Eliminado de la Fase de Clasificación.

### División 1A
El torneo se disputó en Antananarivo, Madagascar entre el 10 y el 14 de julio de 2013.

Equipos
- Kenia
- Madagascar
- Uganda
- Zimbabue

|  | Semifinales         | Semifinales         |    |                     | Final               | Final |  |
|  |                     |                     |    |                     |                     |       |  |
|  |                     |                     |    |                     |                     |       |  |
|  | 10 de junio de 2013 |                     |    |                     |                     |       |  |
|  | Uganda              | 11                  |    |                     |                     |       |  |
|  | Kenia               | 51                  |    |                     |                     |       |  |
|  |                     |                     |    |                     |                     |       |  |
|  |                     |                     |    |                     | 14 de junio de 2013 |       |  |
|  |                     |                     |    |                     | Kenia               | 29    |  |
|  |                     | Zimbabue            | 17 |                     |                     |       |  |
|  |                     |                     |    |                     |                     |       |  |
|  |                     |                     |    |                     |                     |       |  |
|  |                     |                     |    |                     | Tercer lugar        |       |  |
|  | 10 de junio de 2013 | 10 de junio de 2013 |    | 14 de junio de 2013 | 14 de junio de 2013 |       |  |
|  | Zimbabue            | 38                  |    | Uganda              | 32                  |       |  |
|  | Madagascar          | 18                  |    |                     | Madagascar          | 48    |  |

- Uganda - Desciende de la División 1A, Eliminado de la Fase de Clasificación.

## 2014
La edición de 2014 de la División 1A de la Copa de África de Rugby será la fase final de esta fase clasificatoria regional para la Copa Mundial de Rugby de 2015 y se llevará a cabo del 28 de junio al 6 de julio de 2014. El ganador se clasificará automáticamente en la plaza África 1, quedando encuadrado en el Grupo C, mientras que el finalista pasará a la Fase de repesca para el Mundial de Rugby 2015.
Equipos
- Kenia
- Madagascar
- Namibia
- Zimbabue

| Posición | Equipo     | Partidos | Partidos | Partidos | Partidos | Puntos | Puntos | Puntos     | Total |
| Posición | Equipo     | PJ       | PG       | PE       | PP       | TF     | TC     | Diferencia | Total |
| -------- | ---------- | -------- | -------- | -------- | -------- | ------ | ------ | ---------- | ----- |
| 1        | Namibia    | 3        | 2        | 0        | 1        | 135    | 59     | +76        | 11    |
| 2        | Zimbabue   | 3        | 2        | 0        | 1        | 105    | 56     | +49        | 10    |
| 3        | Kenia      | 3        | 2        | 0        | 1        | 73     | 50     | +23        | 10    |
| 4        | Madagascar | 3        | 0        | 0        | 3        | 32     | 180    | -148       | 0     |